# Solcan Sarolta
Solcan Sarolta (Sepsiszentgyörgy, 1958. április 12. –) erdélyi magyar történész.

## Életútja, munkássága
Brassóban érettségizett (1977), majd a bukaresti egyetem Történettudományi Karán szerzett diplomát (1981). Előbb középiskolai tanár volt (1981–87), majd a bukaresti Műszaki Egyetemen előadó (1987–94). Azóta előadótanár a bukaresti egyetem Történettudományi Karán.
Szakterülete a családtörténet és a történelmi demográfia a 17–18. századi Erdélyben.
Első tanulmányát, a román fejedelemségekben megfordult külföldi utazókról, az Analele Univ. Bucureşti Seria Istoria közölte 1981-ben. Forráskutatások alapján román és angol nyelvű tanulmányaiban bemutatta az Aranyos-vidék 1642. évi demográfiai helyzetét (Revista Istorică 1992/3–4), feldolgozta a fogarasi református egyház házasságkötési anyakönyvét mint a 17. századi történeti demográfia forrását (Hrisovul 1995. I.), elemezte a balázsfalvi családok 17. század végi állapotát (Analele Univ. Bucureşti, 1995), vizsgálta a 17. század közepén kialakult válság hatását Fogaras lakosságára egy 1654. évi leírás alapján, tárgyalta a székely jobbágyok 1644. évi demográfiai-gazdasági körülményeit.
Szakközleményei jelentek meg a Dinu C. Giurescu-emlékkönyvben (Timpul istoriei. Bukarest, 1996), a társszerkesztésében készült Ştefan Ştefănescu-emlékkönyvben (Faţetele istoriei. Existenţe, identităti, dinamici. Uo. 2000) és a Demény Lajos-emlékkönyvben (Historia manet. Uo. 2001).

## Kötetei
- Făgăraş – Patterns of Central and East European Life (New York 1997);
- Familia în secolul al XVII-lea în ţările române (Bukarest, 1999);
- Societatea românească din secolul al XVII-lea în izvoarele de expresie maghiară (uo. 2000).